# Cercle Mbéri Sportif
O Cercle Mbéri Sportif é um clube de futebol com sede em Libreville, Gabão. 

## História
A equipe compete no Campeonato Gabonês de Futebol., cercle mberi contem só um título do campeonato Gabonês 